# 179764 Myriamsarah
179764 Myriamsarah este un asteroid din centura principală de asteroizi.

## Descriere
179764 Myriamsarah este un asteroid din centura principală de asteroizi. A fost descoperit pe 16 septembrie 2002 la Vicques de Michel Ory. Asteroidul prezintă o orbită caracterizată de o semiaxă mare de 2,34 ua, o excentricitate de 0,14 și o înclinație de 7,1° în raport cu ecliptica.